# Орр, Брэдли
Брэдли Джеймс Орр (англ. Bradley James Orr; 1 ноября 1982, Ливерпуль) — английский футболист, правый защитник.

## Биография
Начинал свою карьеру в «Ньюкасл Юнайтед». Оттуда был отдан в аренду в «Бернли», но и там не прижился проведя всего 4 матча за основную команду.
Принял решение перейти в «Бристоль Сити» где сразу стал одним из основных игроков клуба. Всего же за «Бристоль» провел 232 матча и забил 12 голов. 27 ноября 2008 года «Бристоль Сити» решает поместить Орра на трансфер, из-за отказа игрока продлевать контракт. Но 1 января 2009 года клуб объявил, что Орр подписал два с половиной года контракт в клубе.
Позже, 26 июля 2010 года, он решил перейти в «Куинз Парк Рейнджерс». Первый гол за КПР забил в игре против «Сканторп Юнайтед». Тот матч закончился победой КПР со счётом 2:0.
31 января 2012 года в последний день трансферного окна стал игроком «Блэкберн Роверс».

## Достижение
КПР
- Чемпионат Футбольной лиги Англии: 2010/11 (1-е место, выход в Премьер-лигу).